# ディバイン・ムカサ
ディバイン・タヨン・マホガニー・ムカサ（Divine Tayon Mahogany Mukasa, 2007年8月22日 - ）は、イングランドのロンドン・ニューアム区出身のサッカー選手。マンチェスター・シティFCのユースアカデミー所属。ポジションはミッドフィールダー。

## 経歴
2013年に5歳でウェストハム・ユナイテッドFCのユースアカデミーに加入。U-18プレミアリーグで優勝に貢献した。
2023年よりマンチェスター・シティFCのユースアカデミーに加入した。

## 代表歴
生まれはイングランドだが、父はウガンダ、母はリトアニアの出身のため、3か国の代表資格を持つ。
2024年のUEFA U-17欧州選手権にイングランド代表で出場した。